# بازیگر خردسال

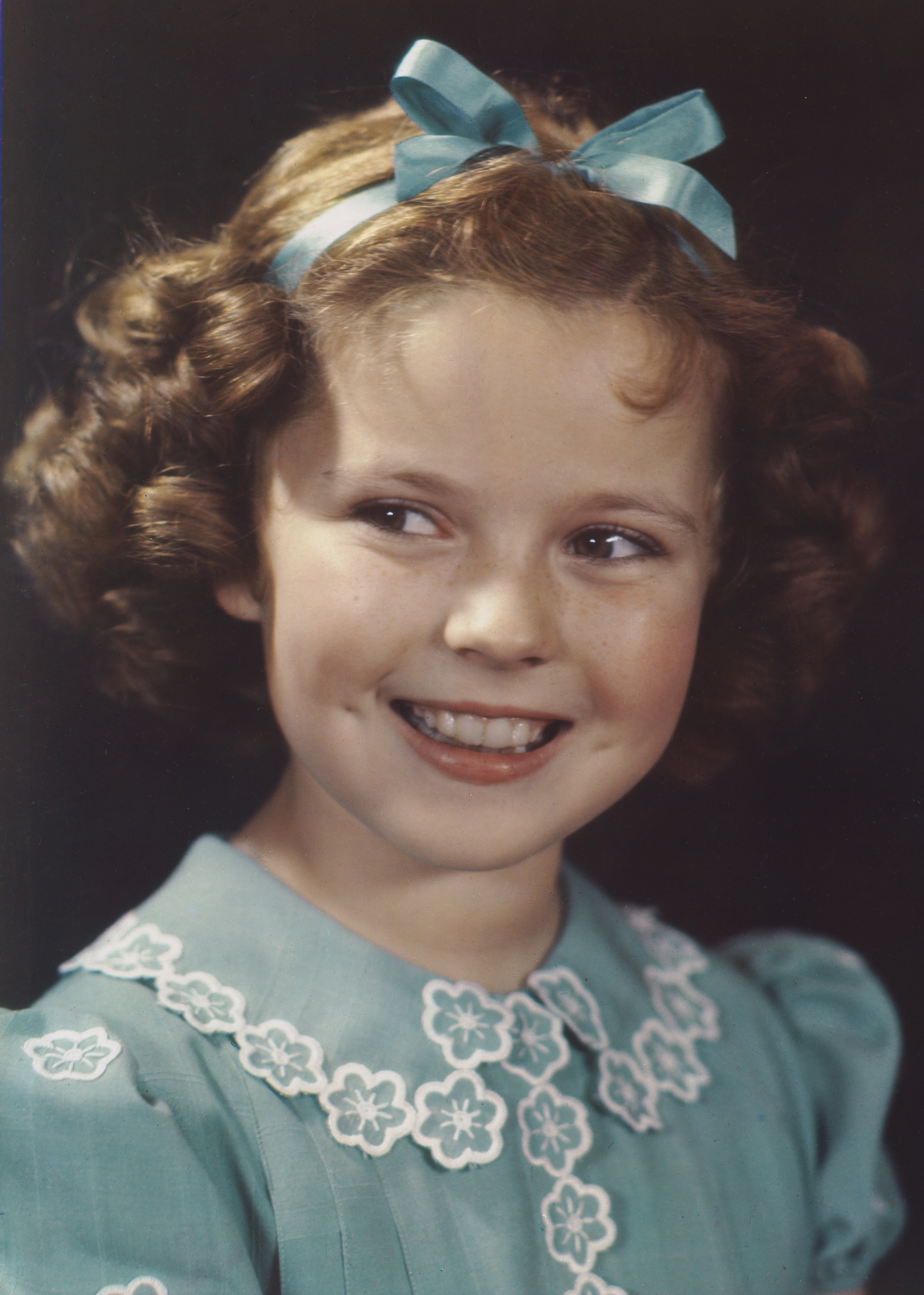
شرلی تمپل به عنوان یک ستاره کودک در دهه ۱۹۳۰ به شهرت رسید.

اصطلاح بازیگر کودک، بازیگر خردسال یا کودک بازیگر به‌طور کلی به یک کودک بازیگری گفته می‌شود که بر روی صحنه یا در تصاویر متحرک یا تلویزیون به ایفای نقش می پردازد. این اصطلاح نیز به بازیگر بزرگسال که در نقش کودک بازی می‌کند نیز به کار می‌رود. در این حالت بازیگر نقش کودک اصطلاح مناسب تری است.  بازیگر همچنین ممکن است در سن نوجوانی باشد که بازیگر نوجوان نامیده می‌شود.
بسیاری از بازیگران کودک با افزایش سن در تلاش برای انطباق با تغییرات سن دچار دشواری می‌شوند. لیندسی لوهان و مکالی کالکین دو نمونه معروف از بازیگران کودک هستند که در نهایت تجربه بسیار دشواری برای نگه داشتن شهرتی که در کودکی از طریق بازیگری به دست آورده بودند را تحمل کردند. در مقابل برخی کودکان بازیگر در بزرگسالی نیز موفق بوده‌اند. برای نمونه میکی رونی در کودکی و بزرگسالی  در فیلم‌های A Midsummer night's Dream و The Muppets محبوبیت داشته‌است.

## مسائل مربوط به بازیگران کودک

### مالکیت درآمد
بسیاری از بازیگران کودک در کسب پولی که از راه بازیگری به دست آورده‌اند ناکام بوده‌اند. جکی کوگان درآمد زیادی به عنوان بازیگر خردسال کسب کرد، ولی بیشتر آنها توسط والدینش حیف و میل شد. در سال ۱۹۳۹ کالیفرنیا این بحث را بررسی کرد و قانونی تصویب کرد که بخشی از درآمد کودکان بازیگر برایشان ذخیره شود.

### فشار رقابتی
برخی از مردم نیز به پدران و مادران بازیگران کودک خرده می‌گیرند که چرا اجازه می‌دهند فرزندانشان درگیر فعالیت سخت بازیگری شوند و از کارهای عادی کودکی جدا شوند.
بازیگر کودک ممکن است فشار و تجربه‌های منفی زیادی را هنگام کار تحمل کند به ویژه در پروژه‌های بزرگی که نقش آفرینی کودک بخش مهمی از کار است.

### اثرات
دوره بازیگری ممکن است کوتاه باشد و برای کودکان نیز این امکان هست که خیلی زود جذب شغل‌های دیگر شوند.
برخی کودکان در بزرگسالی نیز هنرپیشه‌های موفقی بوده‌اند از جمله ودی فاستر و هلن هانت که هر دو برنده جایزه اسکار بزرگسالان شده‌اند.

## مشکلات پس از موفقیت
شکست کاری بازیگران خردسال گاه موجب می‌شود که برخی از آنها به مشکلاتی مانند مشکلات خانوادگی و قانونی، ورشکستگی و سوء مصرف مواد مخدر دچار شوند.